# Championnat d'Islande de football 1954
Navigation
Saison précédente Saison suivante
La saison 1954 du Championnat d'Islande de football était la 43e édition de la première division islandaise.
C'est l'IA Akranes qui conserve son titre en remportant le championnat. C'est le 3e titre de champion d'Islande de l'histoire du club. 
C'est la dernière saison sans enjeu pour le bas du classement puisque la deuxième division est mise en place à partir de 1955.

## Les 6 clubs participants
- KR Reykjavik
- Fram Reykjavik
- Valur Reykjavik
- Vikingur Reykjavik
- Þróttur Reykjavík
- IA Akranes

## Compétition

### Classement
Le barème de points servant à établir le classement se décompose ainsi :
- Victoire : 2 points
- Match nul : 1 point
- Défaite : 0 point

| Rang | Équipe             | Pts | J | G | N | P | Bp | Bc | Diff |
| ---- | ------------------ | --- | - | - | - | - | -- | -- | ---- |
| 1    | IA Akranes T       | 9   | 5 | 4 | 1 | 0 | 20 | 4  | +16  |
| 2    | KR Reykjavik       | 8   | 5 | 3 | 2 | 0 | 9  | 6  | +3   |
| 3    | Fram Reykjavik     | 5   | 5 | 2 | 1 | 2 | 21 | 11 | +10  |
| 4    | Valur Reykjavik    | 4   | 5 | 1 | 2 | 2 | 4  | 6  | -2   |
| 5    | Þróttur Reykjavík  | 3   | 5 | 1 | 1 | 3 | 5  | 22 | -17  |
| 6    | Vikingur Reykjavik | 1   | 5 | 0 | 1 | 4 | 2  | 12 | -10  |

|  | Champion d'Islande 1954 |

### Matchs
Tous les matchs se sont disputés au stade de Melavöllur à Reykjavik.
| Résultats (▼dom., ►ext.)                                   | Fra | KR  | Val | Vik | Tro  | Akr |
| Fram Reykjavik                                             |     | 2-3 | 1-1 | 4-0 | 12-2 | 2-5 |
| KR Reykjavik                                               |     |     | 1-1 | 2-1 | 1-0  | 2-2 |
| Valur Reykjavík                                            |     |     |     | 1-0 | 1-2  | 0-2 |
| Vikingur Reykjavik                                         |     |     |     |     | 1-1  | 0-4 |
| Þróttur Reykjavík                                          |     |     |     |     |      | 0-7 |
| IA Akranes                                                 |     |     |     |     |      |     |
| - Victoire à domicile - Match nul - Victoire à l'extérieur |     |     |     |     |      |     |

## Bilan de la saison
| Tableau d'Honneur                 |            |
| Compétition                       | Vainqueur  |
| Championnat d'Islande de football | IA Akranes |